# Industrie- und Handelskammer Hannover

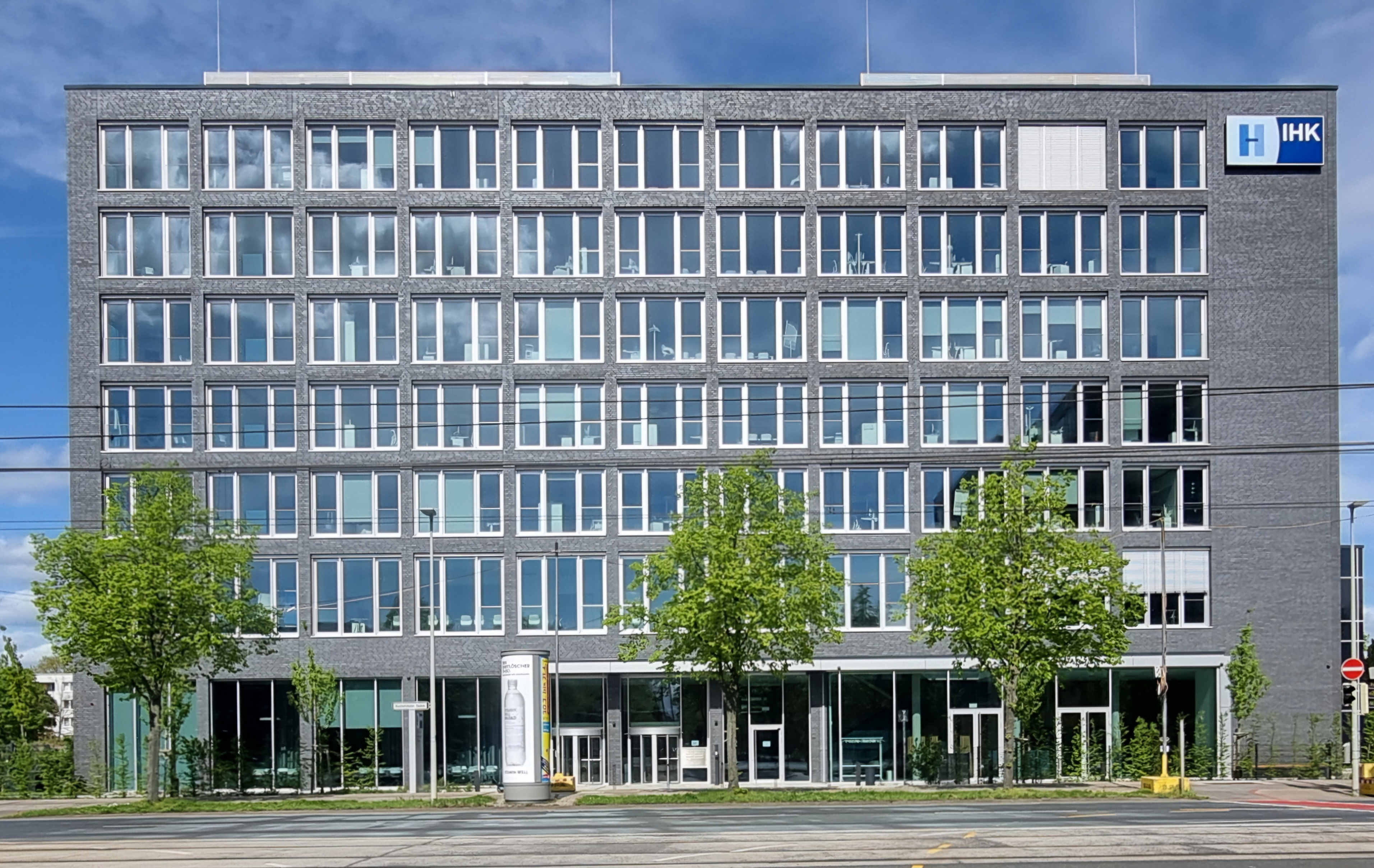
Sitz der IHK Hannover am Bischofsholer Damm 91

Die IHK Hannover ist die Industrie- und Handelskammer für die Landeshauptstadt Hannover und die Region Hannover sowie für die Landkreise Diepholz, Nienburg (Weser), Schaumburg, Hameln-Pyrmont, Hildesheim, Holzminden, Northeim und Göttingen. Ihr gehören über 180.000 Mitgliedsunternehmen an.

## Organisationsstruktur
Das oberste Gremium ist die Vollversammlung. Sie wählt aus ihrer Mitte das Präsidium. Präsident der IHK Hannover ist seit dem 3. Februar 2020 Gerhard Oppermann.
Heute sind insgesamt 6.500 ehrenamtlich engagierte Unternehmer und Fachkräfte aus den Mitgliedsunternehmen sowie rund 180 hauptamtliche Mitarbeiter am Hauptsitz in Hannover sowie in den sechs regionalen Geschäftsstellen für die IHK Hannover tätig.

## Geschichte
1824 wurde die Kommission zur Beförderung des Ackerbaus und der Industrie gegründet. Mit dem Gewerbeverein für das Königreich Hannover wurden viele Funktionen der heutigen IHK und Handwerkskammer durch eine berufsständische Organisation übernommen. Die Verordnung über die Errichtung von Handelskammern im Königreich Hannover vom 7. April 1866 führte auch in Hannover zur Gründung einer Kammer. Am 20. April 1866 wurden die Handelskammern zu Hildesheim, Göttingen, Osterode und Goslar und am 12. September 1866 die Handelskammern zu Hannover und Hameln errichtet.

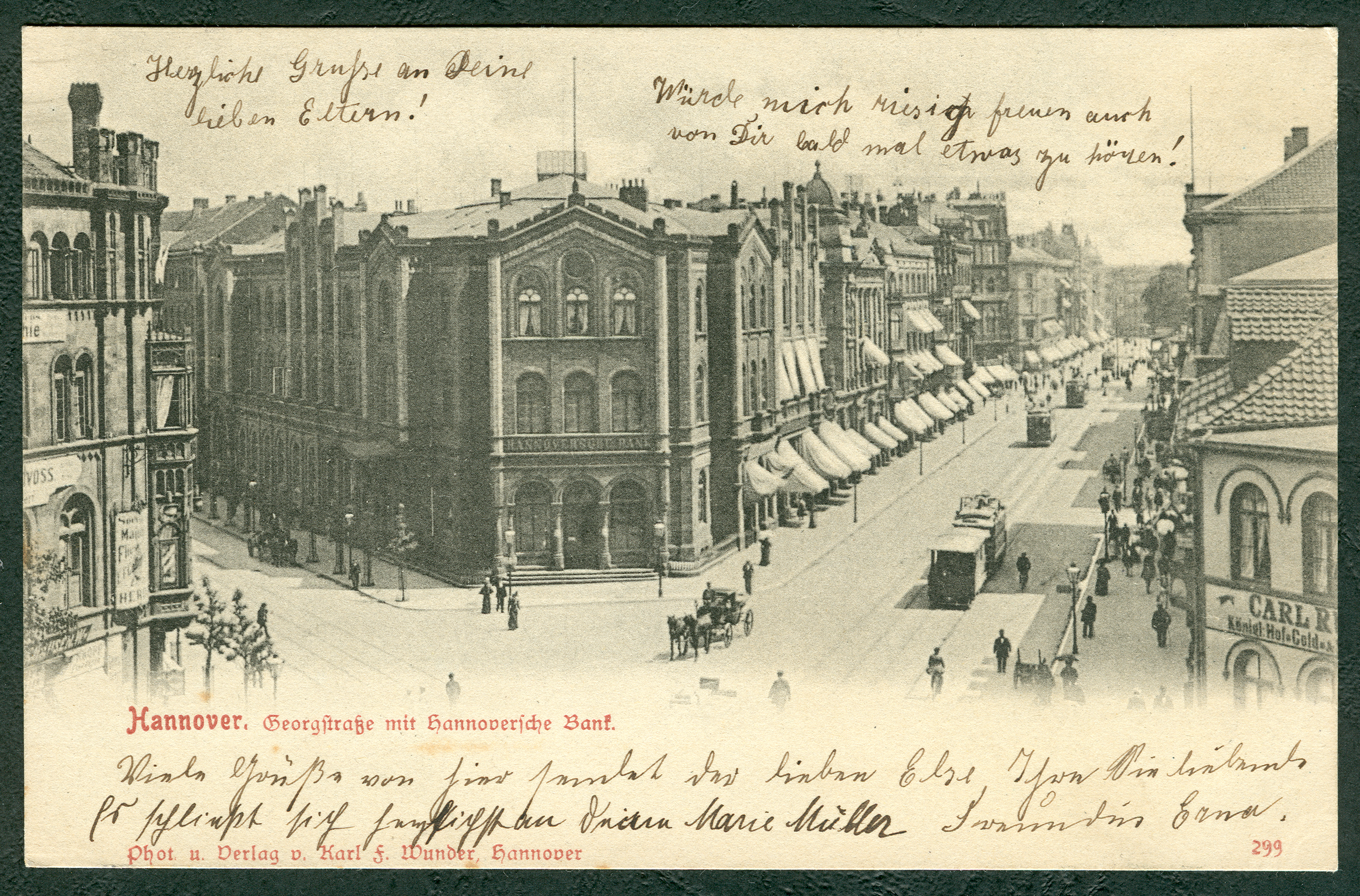
Bis 1896 Sitz der Handelskammer: Das ehemalige Gebäude der Hannoverschen Bank an der Georgstraße Ecke Schillerstraße, (anstelle des späteren Karstadt-Gebäudes);
Ansichtskarte Nr. 299 von Karl F. Wunder, um 1898

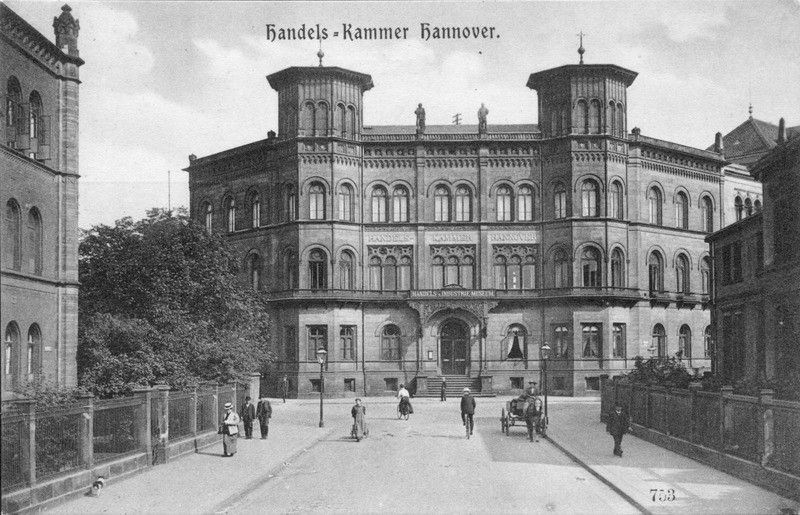
Palais Simon mit Inschriften Handels-Kammer Hannover und Handels- u. Industrie-Museum.
Foto-Postkarte ca. 1906–1919
Original im Historischen Museum Hannover

Gründungspräsident der Handelskammer Hannover war der Fabrikant Fritz Hurtzig, die erste Geschäftsstelle wurde in der Burgstraße 30 eingerichtet. Nach dem Umzug 1870 in die Leinstraße 28, der Ausrufung des Deutschen Kaiserreichs übersiedelte die hannoversche Handelskammer noch in den ersten Jahren der Gründerzeit im August 1878 in das ehemalige Gebäude der Hannoverschen Bank an der Georgstraße Ecke Schillerstraße, bevor sie 1896 das ehemalige Palais Simon unter der Adresse Brühlstraße 1 als Geschäftssitz bezog. Ein Jahrzehnt später eröffnete sie dort zugleich das Handels- und Industriemuseum.
Nach dem Ersten Weltkrieg und zu Beginn der Weimarer Republik verlegte die hannoversche Handelskammer im Herbst 1919 ihren Sitz in die Arnswaldstraße 28, betrieb das von ihr unterhaltene Museum jedoch weiterhin an der Brühlstraße.

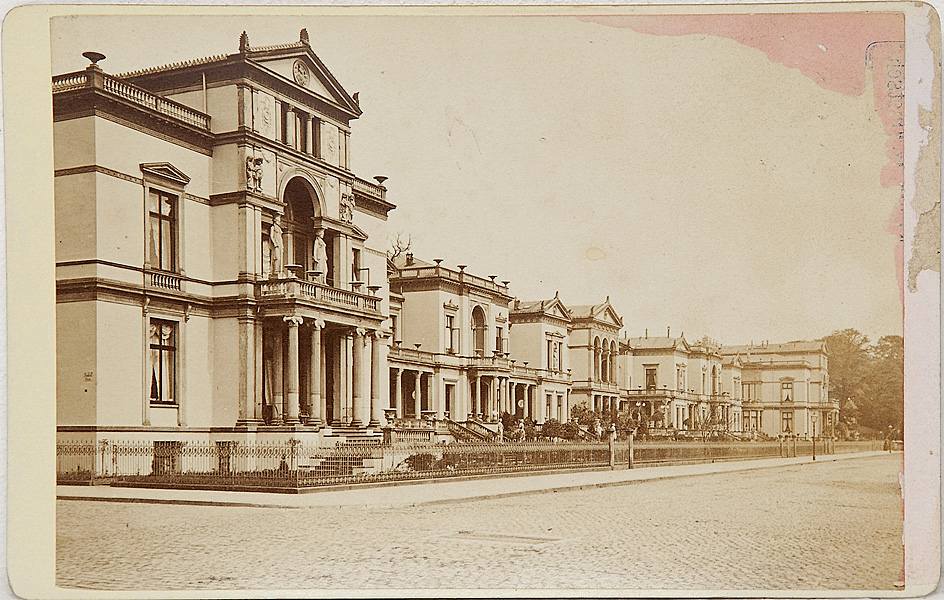
Das Eckgebäude am Schiffgraben Ecke Finkenstraße;
Albuminabzug im Carte-de-Visite-Format von Carl G. Frietsch um 1880

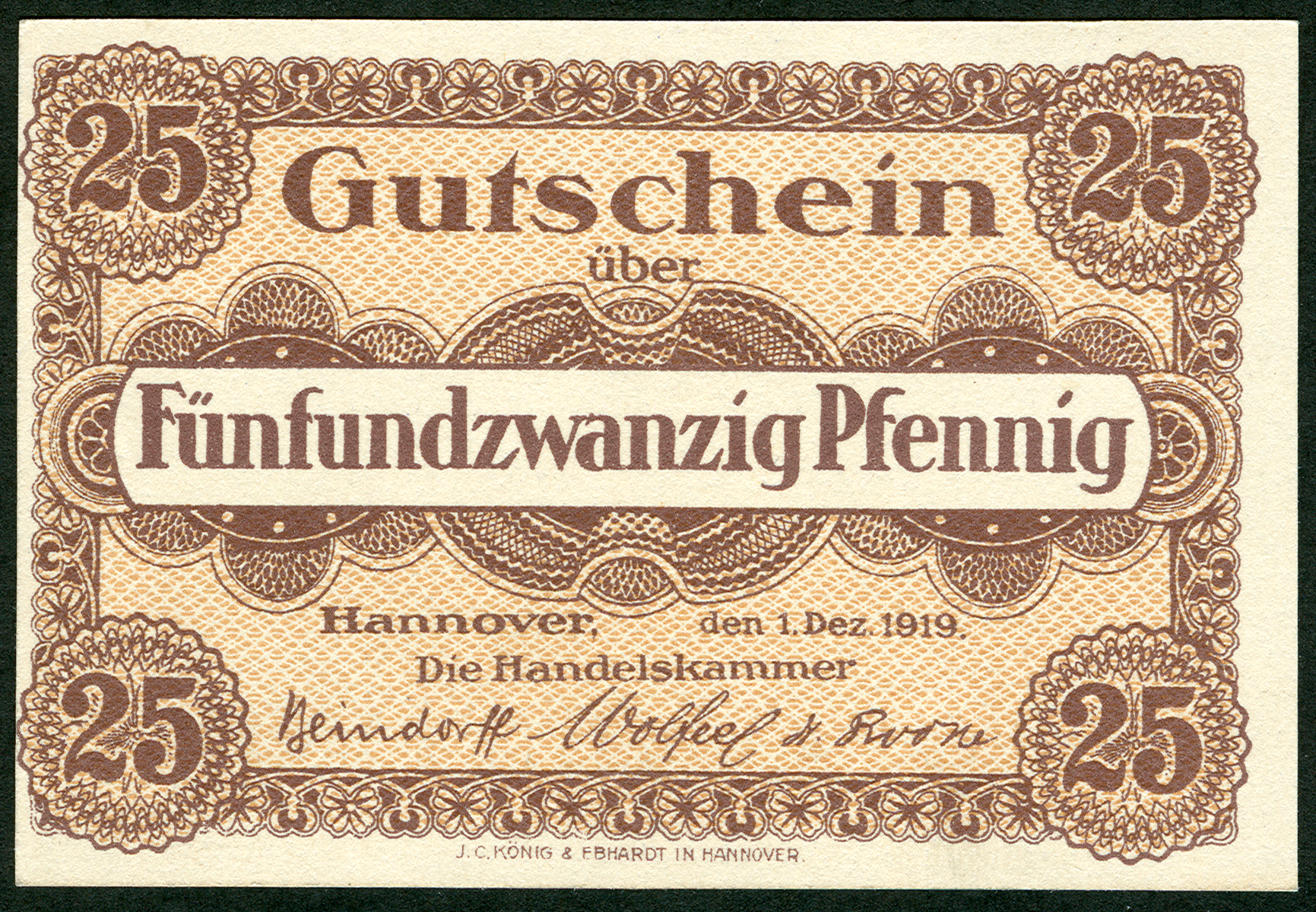
Notgeld über 25 Pfennig zu Beginn der Weimarer Republik, mit Unterschriften von Fritz Beindorff, Wolfeel, von Roon;
1919 gedruckt von J. C. König & Ebhardt

1920 gewann Kammerpräsident Fritz Beindorff den Juristen und Volkswirtschaftler Kurt Finkenwirth zum Syndikus seiner Organisation, der gemeinsam mit Beindorff, Erich Tgahrt und Richard Platz die hannoversche Handelskammer rasch zur führenden Selbstorganisation der niedersächsischen Wirtschaft formte und zugleich eine der Voraussetzungen zur 1946 erfolgten politischen Gründung des Landes Niedersachsen schuf. 1924 wurden die bisherigen Handelskammern in Industrie- und Handelskammern (IHK) umbenannt. Rund vier Jahre später bezog die IHK Hannover 1928 ihren neuen Geschäftssitz im eigenen Gebäude unter der damaligen Adresse Finkenstraße 5 Ecke Schiffgraben, in dem später unter anderem auch die IHK des damaligen Freistaates Schaumburg-Lippe untergebracht war.
1929 schlossen die Kammern Hildesheim, Göttingen und Goslar einen Vertrag über ihre Auflösung und die Bildung der Industrie- und Handelskammer für Südhannover, die ab 1965 als IHK Hildesheim firmierte.
Nach der Machtergreifung durch die Nationalsozialisten 1933 wurde die IHK – wie alle Institutionen zur Zeit des Nationalsozialismus – gleichgeschaltet.
Durch die Luftangriffe auf Hannover während des Zweiten Weltkrieges wurde der Geschäftssitz an der Finkenstraße zerstört. Von 1943 bis 1945 bestand die IHK nicht, sondern war Teil der Gauwirtschaftskammer Hannover-Braunschweig.
Nach dem Einmarsch amerikanischer Truppen in Hannover und damit auch der Schließung der Gauwirtschaftskammer am 10. April 1945 konstituierte sich aus führenden Wirtschaftlern in Hannover bereits am 4. Mai 1945 ein vorläufiger Hauptausschuss, der am 25. Mai Franz Wilhelm Henkel zu ihrem Vorsitzenden wählte. Offiziell anerkannt aber wurden die Kammern erst durch Erlass der britischen Militärbehörde am 31. Oktober des Jahres.

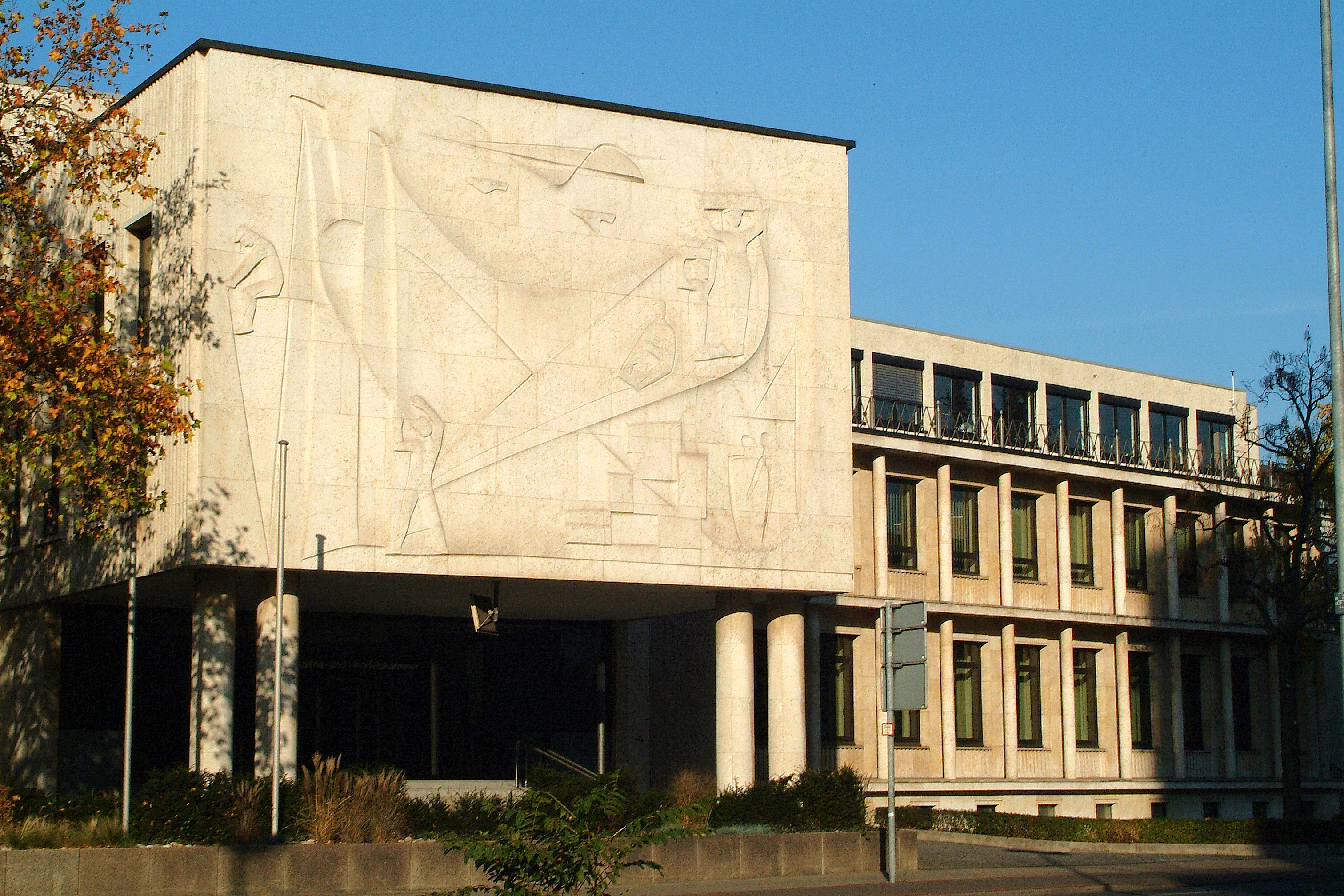
Früheres Hauptgebäude am Schiffgraben, 1954 erbaut von Ernst Friedrich Brockmann mit Außenrelief von Kurt Lehmann

Im Zuge staatlicher Reformen veränderten sich die Grenzen des Kammerbezirks mehrmals. 1973 fusionierte die Kammer Hildesheim mit der Kammer Hannover. Im Jahr 2002 beschloss die IHK-Vollversammlung eine Namensänderung. Aus der „IHK Hannover-Hildesheim“ wurde die „IHK Hannover“. Im Jahr 2023 bezog die IHK einen Neubau am Bischofsholer Damm in Hannover.

## Rechtliche Grundlagen
Rechtsgrundlagen für die IHK-Arbeit bilden das IHK-Gesetz
sowie das Niedersächsische Ausführungsgesetz zum IHK-Gesetz.
Die innere Organisation der IHK Hannover wird durch die Satzung und die Geschäftsordnung geregelt.

## Geschäftsbereiche
Die Aufgaben der IHK Hannover werden durch folgende Abteilungen wahrgenommen:
- Hauptgeschäftsführung
- Handel und Dienstleistungen (I)
- International (II)
- Berufsbildung (III)
- Industrie und Verkehr (IV)
- Recht (V)
- Kommunikation (K)
- Personal Organisation Finanzen (P)

## Persönlichkeiten

### Präsidenten
Präsidenten der IHK Hannover:
| - 1867–1874: Fritz Hurtzig (Handelskammer Hannover) - 1874–1885: Friedrich Buresch - 1886–1887: Carl Röhrs - 1888–1895: Gerhard Lucas Meyer - 1895–1900: Georg von Cölln - 1900–1913 August Werner, zuvor ab 1896 Vize-, nach 1913 Ehrenpräsident - 1914–1917: Hermann Wolpers - 1917–1922: Fritz Beindorff - 1923–1926: Erich Tgahrt - 1926–1931: Richard Platz - 1932–1945: Ewald Hecker - 1945–1953: Franz Henkel - 1953–1964: Christian Kuhlemann | - 1963–1967: Clemens von Velsen - 1967–1971: Philipp von Bismarck - 1971–1979: Hans-Joachim Götz - 1979–1983: Franz Thiemann - 1983–1988: Gerhard Barner - 1988–1990: Hans-Günther Stalp - 1990–1991: Gerhard Barner - 1992–1999: Steffen Lorenz - 2000–2008: Klaus Goehrmann - 2008–2015: Hannes Rehm - 2016–2019: Christian Hinsch - seit 2020: Gerhard Oppermann |

### Weitere Persönlichkeiten
- 1867–1868: Carl Ahlers, Direktor der Hannoversche Baumwollspinnerei und -weberei, ordentliches Mitglied[18] oder Mitglied im Vorstand der seinerzeitigen Handelskammer[19]
- Ferdinand Jugler (1830–1910), Manager der hannoverschen Handelskammer sowie Chefredakteur des Gewerbeblatts Hannover, des ersten hannoverschen IHK-Mediums[20]
- Wilhelm Pleister, 1958 bis 1973 Vizepräsident, 1973 bis 1977 Mitglied im Ältestenrat der IHK[21]
- Inge Bergmann (1927–2016), in den 1950er Jahren die erste in die Vollversammlung der IHK Hannover gewählte Frau überhaupt[22]
- Edgar Scheibe (1899–1977), vereidigter Sachverständiger für die IHK[23]
- Walter Woelz, 1936 bis 1939 Mitglied im Steuerausschuss der IHK Hannover[24]
- Julius Blanck, beeidigter Sachverständiger für banktechnische Fragen der IHK[25]

### Gründungsmitglieder
- Wilhelm Boetticher, Begründer der „Wilh. Boetticher, mechanische Weberei und Kleiderfabrik“, Direktor des Gewerbevereins Hannover[26]